# 조인찬
조인찬(1991년 9월 14일 ~ )은 대한민국의 뮤지컬 배우다.

## 방송
- 더블 캐스팅 (2020) - Top71

## 공연
- 모란주점 (2017)